# Breg pri Konjicah
Breg pri Konjicah – wieś w Słowenii, w gminie Slovenske Konjice. W 2018 roku liczyła 149 mieszkańców.